# El Clásico Saudí
El Clásico Saudí (en árabe: كلاسيكو السعودية) es la denominación al partido disputado y rivalidad en sí entre el Al-Hilal Saudi Football Club y el Al-Ittihad Jeddah Club ambos de Arabia Saudita. Se disputa al menos dos veces al año en la Liga Profesional Saudí y a menudo en otras competiciones. La rivalidad surge porque Riad y Yeda son las dos ciudades más importantes del país.

## Historia
El primer partido entre estos dos equipos fue en 1962. Los dos equipos jugaron un partido amistoso en el estadio Al-Saban en Jeddah que terminó en un 2-0 para el Al-Ittihad. En 1964, ambos equipos se enfrentaron en la final de la Copa del Rey en lo que sería la primera final entre estos dos equipos y el primer partido oficial. El Al-Ittihad derrotó al Al-Hilal por 3-0 en el estadio Al-Sayegh de Riad para levantar su cuarto título. Ahmed Bahja y Salem Al-Dawsari son los máximos goleadores del partido con 10 goles cada uno. Los clubes se han enfrentado en 11 finales, con 6 victorias del Al-Hilal y 5 del Al-Ittihad.